# Ronald Scott
Ronald David "Ronnie" Scott (Villa Devoto, Buenos Aires; 20 de octubre de 1917-Villa Devoto, 17 de abril de 2025) fue un aviador naval argentino que se enroló en la Segunda Guerra Mundial en calidad de combatiente voluntario. Fue uno de los 4000 argentinos de ascendencia británica que se alistaron en el ejército del Reino Unido.

## Participación en la Segunda Guerra Mundial
Nací en Villa Devoto, es cierto, pero ¿qué otra cosa podía hacer sino ir a la guerra? Cuando alguien como Hitler mata la cantidad de personas que terminó masacrando, creo que algo hay que hacer. Eso sentía yo. Más allá de venir de una familia de origen británico, sentía que era mi obligación como ser humano. 
Hijo de un excombatiente escocés y una enfermera inglesa, en 1942, a los 25 años, se enrola en la embajada británica para combatir como voluntario durante la Segunda Guerra Mundial. Partió al Reino Unido a principios de 1943 como integrante de un contingente de 400 voluntarios sudamericanos que llegaron a Europa a bordo del buque a vapor Highland Brigade, que navegaba con destino a Gran Bretaña cargado con carne y cereales. En su escala en Río de Janeiro se sumaron al buque los tripulantes de tres buques mercantes ingleses que habían sido torpedeados, y en Bermuda subieron oficiales navales norteamericanos con destino a Nueva York. El buque cruzó el Océano Atlántico evadiendo a los submarinos alemanes hasta llegar a Liverpool.
En Londres, se enroló en la aviación naval británica. Recibió su entrenamiento naval en Portsmouth, tomando el número FAA/FX 582095, y se embarcó en el Queen Mary con destino a Nueva York y de ahí a Canadá, donde realizó el curso de piloto de combate en el 31 SFTS de Kingston, Ontario. Al regresar a Gran Bretaña fue comisionado a oficial con el grado de Teniente de corbeta (Sub-Lieutenant en inglés). Destinado a Glasgow, voló biplanos torpederos Fairey Swordfish y Miles Martinet. También realizó el curso de Seafire, uniéndose al escuadrón naval de cazas 794. Participó en operaciones cuyo objetivo era derribar bombas voladoras alemanas V-1 y operando como director de vectoreo en el observatorio de Greenwich, desde donde se enviaban Spitfires y Tempest a derribar las armas volantes germanas. Cuando llegó la capitulación de Alemania fue destinado a Belfast con parte de su escuadrón.
Volvió a la Argentina el 25 de diciembre de 1946, luego de darse de baja con la rendición de Japón.

## Vida después de la guerra
Al volver a la Argentina trabajó por un tiempo en una empresa textil. Luego ingresó como piloto comercial en la compañía aérea nacional Aeroposta Argentina, volando DC-3 en la línea a la Patagonia. Cuando Aeroposta, que fue la predecesora de Aerolíneas Argentinas, se fusionó con otras aerolíneas para fundar esta última, Scott continuó volando como comandante de Douglas DC4 y piloto de Comet 4, y culminó su carrera volando el Boeing 747. Se jubiló con más de 23 000 horas de vuelo en su haber.
Vivió en la localidad bonaerense de San Isidro, siendo el último piloto de Spitfire sobreviviente en Latinoamérica. Tuvo dos hijos y tres nietos.
Falleció en Villa Devoto, Buenos Aires, la madrugada del 17 de abril de 2025, a los 107 años.